# Pont ferroviaire de Pontoise
Le pont ferroviaire de Pontoise traverse l'Oise pour rejoindre Saint-Ouen-l'Aumône. C'est un ouvrage d'art emprunté par trois lignes : ligne de Saint-Denis à Pontoise, la ligne d'Achères à Pontoise et le raccordement d’Épluches permettant aux trains de rejoindre la ligne de Pierrelaye à Creil depuis Pontoise. Il est principalement emprunté par des circulations de la ligne H (Paris-Nord – Pontoise) et  la ligne J (Paris-Saint-Lazare – Gisors) du réseau Transilien ainsi que par la ligne C du RER d'Île-de-France (RER C).

## Histoire
Le pont avait été construit initialement vers 1860, puis reconstruit en 1932, 1946 et 1998. Avant 1998, il ne comportait que deux voies, à tabliers séparés ; le pont actuel comporte quant à lui six voies.

## Descriptif
Le pont bow-string est composé de trois tabliers supportant chacun l'une des trois lignes desservant Pontoise : ligne J du Transilien, ligne H du Transilien, ligne C du RER. Chaque tablier est flanqué de tabliers d'approche.
Il est bordé d'une passerelle piétonne et cyclable.